# Der Mitternachtszug
Der Mitternachtszug ist ein deutscher Stummfilm aus dem Jahre 1923 von James Bauer mit Hans Mierendorff, der dieses Drama mit seiner Lucifer-Film auch produzierte, in der Hauptrolle. 

## Handlung
Immer wieder donnert ein auf keinem Fahrplan vermerkter Zug zu mitternächtlicher Stunde durch die kleine Grenzstation, über die ein alter, pflichtgetreuer Bahnwärter wacht. Da dieser nicht zu Unrecht annimmt, dass es sich dabei um einen Schmugglerzug handelt, informiert der Alte sogleich seinen obersten Chef, Direktor Baron Horsten. Der ist selbst gerade auf der Durchreise hier angekommen und nutzt die Gelegenheit, sich mit eigenen Augen ein Bild von den mysteriösen Vorgängen zu machen. Zur großen Überraschung des Alten, entbindet Horsten ihn jedoch von seinen bisherigen Aufgaben. Tief gekränkt zieht sich der Bahnwärter zurück.
Bald stellt sich auch der Grund für Horstens Entscheidung heraus: Er selbst steht hinter dem Schmuggelzug, den er dafür einsetzt, um auch in Zukunft seiner außerordentlich kostspieligen Gattin all ihre Wünsche finanzieren zu können. Der alte Bahnwärter will sich indessen nicht unwidersprochen auf das Abstellgleis schieben lassen und unternimmt eine waghalsige Aktion. Zu mitternächtlicher Stunde will er, gemeinsam mit Horstens kleinem Sohn, mit einem anderen Zug unter Volldampf dem Schmugglerzug entgegenfahren, auch wenn dies eine schwere Kollision zur Folge haben dürfte. Tatsächlich kommt es zu einem verheerenden Zusammenstoß, bei dem der Alte stirbt, jedoch der junge Horsten überlebt.
Helga, die Tochter des alten Bahnwärters, eine junge Krankenschwester, hatte sich in der jüngsten Vergangenheit in Baron Horsten verliebt. Obwohl der Geliebte eine große Mitschuld an dem Tod ihres Vaters trägt, ist Helga nicht bereit, ihn fallen zu lassen; vielmehr vernichtet sie sogar seine kompromittierenden Briefe. Horstens Gattin wiederum sieht ein, dass sie mit ihrer Verschwendungssucht Mitschuld an den verhängnisvollen Ereignissen trägt und kehrt, nach einer Affäre mit dem wohlhabenden Ausländer Senhor Almeida, reumütig zu ihrem Gatten zurück, Besserung gelobend. 

## Produktionsnotizen
Der Mitternachtszug entstand im Frühjahr 1923, passierte am 30. Mai desselben Jahres die Zensur und wurde im August 1923 in Berlins Alhambra-Kino uraufgeführt. Die Länge des mit Jugendverbot belegten Fünfakters betrug 1938 Meter.
Gustav Knauer und Gottlieb Hesch gestalteten die Filmbauten.

## Kritiken
Wiens Kino-Journal schrieb: „Ein starker Vorwurf, in prachtvollen Bildern und wohlabgetöntem Zusammenspiel mächtigen Eindruck hervorrufend. Eine prachtvolle Erscheinung Hans Mierendorff als Baron Horsten.“
Die Villacher Zeitung meinte: „Packende Szenen auf den Eisenbahnschienen erwecken unser spannendstes Interesse und kaum können wir den Ausgang des hochdramatischen Konfliktes erwarten.“